# Jens Peter Møller
Pour les articles homonymes, voir Møller.

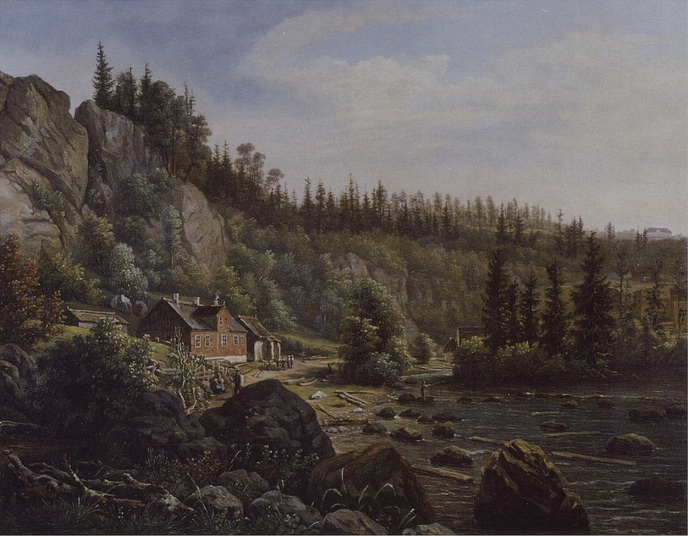
Tistedalen, Norvège

Jens Peter Møller, né le 5 octobre 1783 à Faaborg et mort le 29 septembre 1854 à Copenhague, est un peintre danois.

## Biographie

### Jeunesse
Jens Peter Møller naît le 5 octobre 1783 à Faaborg.
Fils d'un potier, il grandit avec un parent à Eckernförde dans le Schleswig. Jens Peter Møller est un peintre paysagiste. Avec son collègue peintre et ami Christoffer Wilhelm Eckersberg, il s'installe à Copenhague en 1803 pour étudier à l'Académie royale des beaux-arts du Danemark . À l'Académie, il remporte la médaille d'argent et est le premier élève de Nicolai Abildgaard avant d'être élève de Christian August Lorentzen.

### Carrière
Christian VIII de Danemark est le mécène de Jens Peter Møller. En même temps, l'artiste décide d'apprendre à restaurer des tableaux.. En 1810, il reçoit une bourse de voyage en partie grâce au soutien du prince. Jens Peter Møller se rend d'abord Bruxelles et de là part à Paris. Dans la capitale française, il étudie en partie sa matière technique et en partie fait des études paysagères de la nature en copiant des exemples d'œuvres de Claude le Lorrain. C'est là qu'il rencontre à nouveau Christoffer Wilhelm Eckersberg et vit avec lui en 1813 lorsque ce dernier se rend à Rome.
Dès 1814, Jens Peter Møller est nommé conservateur de la collection royale de peintures et est pendant quelques années professeur de dessin pour aspirants. À partir de 1841, il supervise également les peintures sur les châteaux royaux. Il reçoit la médaille Ingenio et Arti en 1842 pour une restauration difficile du portrait de la reine Caroline Amalie. À partir de 1834, il est également conservateur (inspecteur) de la collection de peintures du comte Carl Moltke.
Au palais de Christiansborg, Jens Peter Møller peint ses quatre grands paysages de Suisse et du Tyrol. La Royal Painting Collection possède huit de ses tableaux. Il est également un enseignant consciencieux pour les jeunes peintres paysagistes de l'Académie et introduit des prix en espèces pour l'art du paysage.

### Mort
Jens Peter Møller meurt le 29 septembre 1854 à Copenhague.